# فیلیپ هایسه
فیلیپ هایسه (انگلیسی: Philip Heise؛ زادهٔ ۲۰ ژوئن ۱۹۹۱) بازیکن فوتبال اهل آلمان است.
از باشگاه‌هایی که در آن بازی کرده‌است می‌توان به باشگاه فوتبال نورنبرگ، باشگاه فوتبال اشتوتگارت، باشگاه فوتبال فورتونا دوسلدورف، و باشگاه فوتبال هایدنهایم اشاره کرد.